# Jules Verne (kráter)

Poloha kráteru Jules Verne (v pravé dolní části mapy rovníkové oblasti Měsíce).

Jules Verne je měsíční kráter nacházející se na jižní hemisféře na odvrácené straně Měsíce, proto není pozorovatelný přímo ze Země. Má průměr 146 km. Většina jeho dna včetně menších impaktních kráterů uvnitř byla zaplavena bazaltickou lávou, to je tak nyní relativně ploché a tmavé (má nízké albedo). Vnější okrajový val je poznamenaný dopady několika meteoritů, které zde zanechaly stopy.
Západně leží kráter Eötvös, jihozápadně kráter Roche, severozápadně valová rovina Pavlov a jiho-jihovýchodně kráter Koch. Východně pak Mare Ingenii (Moře touhy).

## Název
Kráter byl pojmenován na počest známého francouzského spisovatele Julese Verna. Je to jeden z mála měsíčních kráterů, které obsahují celé jméno osoby, nejen příjmení. Atypické je i to, že nese jméno spisovatele fikce, velká většina ostatních kráterů je pojmenována po vědcích či badatelech (avšak dalším útvarem pojmenovaným po spisovateli je např. H. G. Wells).

## Satelitní krátery
V okolí kráteru se nachází několik dalších kráterů. Ty byly označeny podle zavedených zvyklostí jménem hlavního kráteru a velkým písmenem abecedy.
| Jules Verne | Sel. šířka | Sel. délka | Průměr |
| ----------- | ---------- | ---------- | ------ |
| C           | 33.2° J    | 149.7° V   | 30 km  |
| G           | 35.1° J    | 150.0° V   | 42 km  |
| P           | 38.0° J    | 145.1° V   | 62 km  |
| R           | 36.9° J    | 140.9° V   | 49 km  |
| X           | 32.1° J    | 145.2° V   | 15 km  |
| Y           | 31.3° J    | 146.0° V   | 30 km  |
| Z           | 32.5° J    | 146.8° V   | 20 km  |